# Spanien ved sommer-OL 2024
Spanien deltog i sommer-OL 2024 i Paris, Frankrig i perioden 26. juli til 11. august 2024.

## Medaljer
| 2024 Paris | Guld | Sølv | Bronze | Total |
| Spanien    | 5    | 4    | 9      | 18    |

### Medaljevinderne
| Spanien sommer-OL 2024 i Paris | Spanien sommer-OL 2024 i Paris | Spanien sommer-OL 2024 i Paris | Spanien sommer-OL 2024 i Paris | Spanien sommer-OL 2024 i Paris |
| Medalje                        | Navn | Sport                          | Event                          | Dato                           |
| ------------------------------ | --- | ------------------------------ | ------------------------------ | ------------------------------ |
| Guld                           | Diego Botín Florián Trittel | Sejlsport                      | Men's 49er                     | 2. august                      |
| Guld                           | Álvaro Martín María Pérez | Atletik                        | Mixed marathon walk relay      | 7. august                      |
| Guld                           | Spaniens u-23-fodboldlandshold - Álex Baena - Pablo Barrios - Adrián Bernabé - Sergio Camello - Pau Cubarsí - Eric García - Joan García - Sergio Gómez - Miguel Gutiérrez - Alejandro Iturbe - Diego López - Fermín López - Juan Miranda - Cristhian Mosquera - Samu Omorodion - Aimar Oroz - Jon Pacheco - Marc Pubill - Abel Ruiz - Juanlu Sánchez - Arnau Tenas - Beñat Turrientes | Fodbold                        | Mændenes turnering             | 9. august                      |
| Guld                           | Jordan Díaz | Atletik                        | Herrernes trespring            | 9. august                      |
| Guld                           | Spaniens nationale vandpolohold - Paula Camus - Paula Crespí - Anni Espar - Laura Ester - Judith Forca - Maica García - Paula Leitón - Beatriz Ortiz - Pili Peña - Nona Pérez - Isabel Piralkova - Elena Ruiz - Martina Terré | Vandpolo                       | Women's tournament             | 10. august                     |
| Sølv                           | María Pérez | Atletik                        | Damernes 20 km kapgang         | 1. august                      |
| Sølv                           | Carlos Alcaraz | Tennis                         | Herresingle                    | 4. august                      |
| Sølv                           | Spaniens national 3x3-hold for damer - Gracia Alonso de Armiño - Juana Camilión - Vega Gimeno - Sandra Ygueravide | Basketball                     | Damernes 3×3 turnering         | 5. august                      |
| Sølv                           | Ayoub Ghadfa | Boksning                       | Herrernes +92 kg               | 10. august                     |
| Bronze                         | Francisco Garrigós | Judo                           | Men's –60 kg                   | 27. juli                       |
| Bronze                         | Álvaro Martín | Atletik                        | Men's 20 km walk               | 1. august                      |
| Bronze                         | Pau Echaniz | Kano og kajak                  | Men's slalom K-1               | 1. august                      |
| Bronze                         | Cristina Bucșa Sara Sorribes | Tennis                         | Women's doubles                | 4. august                      |
| Bronze                         | Enmanuel Reyes | Boksning                       | Men's heavyweight              | 4. august                      |
| Bronze                         | - Meritxell Ferré Marina García Polo Lilou Lluis Meritxell Mas - Alisa Ozhogina Paula Ramírez Iris Tió Blanca Toledano | Svømning under sommer-OL 2024  | Team event                     | 7. august                      |
| Bronze                         | Diego Domínguez Joan Antoni Moreno | Kano og kajak                  | Men's C-2 500 m                | 8. august                      |
| Bronze                         | Carlos Arévalo Saúl Craviotto Rodrigo Germade Marcus Walz | Kano og kajak                  | Men's K-4 500 m                | 8. august                      |
| Bronze                         | Spaniens herrelandshold i håndbold - Agustín Casado - Rodrigo Corrales - Alex Dujshebaev - Daniel Dujshebaev - Daniel Fernández - Adrià Figueras - Imanol Garciandia - Aleix Gómez - Jorge Maqueda - Kauldi Odriozola - Gonzalo Pérez de Vargas - Javier Rodríguez - Miguel Sánchez-Migallón - Abel Serdio - Ian Tarrafeta                                                            | Håndbold                       | Herrernes turnering            | 11. august                     |